# Степанов, Валерий Владимирович
Валерий Владимирович Степанов (28 марта 1928, Борисоглебск, Воронежская губерния — 24 сентября 2008) — российский и советский архитектор, народный архитектор Российской Федерации (2003). Член правления Союза архитекторов и Московской организации архитекторов; секретарь правления Союза архитекторов СССР (1975—1990); депутат и член исполкома Райсовета и Мосгорсовета (1970—1985), почётный член международной организации Союза архитекторов (2000), член-корреспондент РААСН, почётный строитель России.

## Биография
Родился 28 марта 1928 года в городе Борисоглебске. Отец — Владимир Николаевич Степанов (1900), профессор Тимирязевской академии, мать — Серафима Ивановна, лаборант в медицинском институте.
В. В. Степанов окончил Московский архитектурный институт в 1951 году, в том же году по его проекту был построен павильон «Цветоводство» на ВСХВ, который он спроектировал вместе с однокурсником.
С 1951 года работал в «Моспроекте», в архитектурной мастерской № 2 академика К. С. Алабяна, занимавшейся застройкой Ленинградского района Москвы. Там он работал вместе с архитекторами В. В. Лебедевым, П. П. Штеллером, Г. Я. Мовчаном, С. Х. Сатунцем, Л. И. Баталовым, Л. Б. Карликом и другими.
Занимался проектированием застройки площади у станции метро «Аэропорт», где Ленинградский проспект должно было пересекать четвёртое кольцо (ныне площадь Академика Кутафина и площадь Эрнста Тельмана). Там по проекту В. В. Степанова было построено здание Областной партийной школы (ныне Финансовый университет при Правительстве Российской Федерации), жилой дом (улица Викторенко, 2/1). В этом же районе по его проекту были построены комплекс домов ЖСК «Советский писатель», «Киноработник», «Артисты цирка» (совместно с архитектором В. Петровым).
Принимал участие в застройке жилого района Химки-Ховрино. По его проекту был сооружён комплекс 17-этажных жилых домов на Ленинградском проспекте у въезда в город. Принимал участие в реконструкции Московского театра сатиры (совместно с И. Дорониной и Р. Матюшиным).
В 1967 году был назначен руководителем мастерской по проектированию нового комплекса Московского инженерно строительного института на Ярославском шоссе.
В 1970 году В. В. Степанов возглавил объединенный коллектив мастерских №№ 13 и 17. Занимался реконструкцией Ждановского и Люблинского районов Москвы. В составе авторского коллектива работал над проектом застройки Таганской площади. Руководил авторским коллективом, осуществлявшим проектирование и строительство комплекса индивидуальных 17-этажных каркасно-панельных жилых домов на углу улиц Марксистской и Абельмановской. Занимался проектированием жилого района Марьино.
Выполнил ряд проектов для строительства за рубежом. Среди них открытый плавательный бассейн для туристов во французском городе Кабур и комплекс зданий посольства СССР в Республике Мадагаскар. Принимал участие в ряде архитектурных конкурсов.
Преподавал в МАрхИ, с 1992 года — профессор. В 1977 году был назначен заместителем начальника Главного архитектурно-планировочного управления Москвы. Автор более 60 проектов жилых районов, кварталов, архитектурных объектов.
Председатель Московской организации Союза архитекторов СССР с 1970 года. Избирался депутатом Ждановского районного совета. Автор ряда статей, посвящённых вопросам архитектуры и строительства.
Умер в Москве 24 сентября 2008 года. Похоронен на Троекуровском кладбище.

## Награды
- Народный архитектор Российской Федерации (2003).
- Заслуженный архитектор РСФСР (1978)[8][6].
- Государственная премия РСФСР в области архитектуры (1988) — за архитектуру общеинститутского комплекса МИСИ имени В. В. Куйбышева (в составе коллектива).